# Edson Williams
Edson Williams (Anchorage, Alaska, 30 de outubro de 1966) é um especialista em efeitos especiais americano. Como reconhecimento, foi nomeado ao Oscar 2014 na categoria de Melhores Efeitos Visuais por The Lone Ranger.